# 姜正浩
姜 正浩（カン・ジョンホ、韓: 강정호、1987年4月5日 - ）は、韓国光州広域市出身の元プロ野球選手（内野手）。

## 経歴

### プロ入り前
高校時代は主に捕手として活躍したが、ほかにも投手、一塁手、二塁手、三塁手、遊撃手など、内野すべてのポジションでプレーできる有望株だった。
高校3年生の時、黄金獅子旗大会の決勝戦では先発投手として8回を無失点に抑えたほか、打席では2打点を挙げて光州第一高校を優勝に導いた。この大会で優秀投手賞と最多打点賞を受賞した。

### ネクセンとその前身球団の時代
2008年、ウリ・ヒーローズ（2010年よりネクセン・ヒーローズ）で遊撃手としてレギュラーに定着し若手の黄載鈞（ファン・ジェギュン）と三遊間を組んだ。打つ方でも同年に8本塁打を放つなど、チームに貢献した。
2009年は公式戦全133試合に出場、初の20本塁打越え・規定打席到達を記録し、韓国を代表するショートに成長した。
2010年は2年連続で公式戦全133試合に出場、自身初の打率3割を記録した。11月には広州アジア大会の韓国代表に選ばれ、大会通じて13打数8安打、3本塁打、8打点と活躍した。特に決勝戦では2本塁打、5打点の活躍で韓国チームの優勝に貢献し、兵役免除となった。
2011年は打撃成績を落としたが、守備では一層安定したプレイを見せた。
2012年シーズン上半期は圧倒的な打撃成績を残したが、下半期に蜂窩織炎の影響で成績を落とす。それでもOPS2位の好成績を残した。
2013年シーズン開幕前の3月に開催された第3回ワールド・ベースボール・クラシック(WBC)の韓国代表に選出された。同大会では1次ラウンド最終戦のチャイニーズタイペイ戦で8回裏に逆転決勝2点本塁打を記録し、勝利に貢献した。しかし、韓国は得失点差の関係で1次ラウンド敗退となった。
シーズンでは22本塁打、96打点を記録してネクセン・ヒーローズの球団史上初のポストシーズン進出の原動力となった。
2014年2月にネクセンの日本・沖縄県でのキャンプに先立ち、交流推進の一環として横浜DeNAベイスターズの春季キャンプに参加した。9月の仁川アジア大会では韓国野球代表として優勝に貢献し2度目の金メダルを獲得。韓国プロ野球公式戦では遊撃手の年間最多本塁打記録を達成する40本塁打を放ち、打率.356、117打点を記録した。なお、RC27が1位、wRC+1位、wOBA1位、ISO1位、OPS1位、WAR1位を記録して、ほぼすべてのセイバーメトリクス打撃指標で1位の成績を残した。
オフの12月にはポスティングシステムを使ってのMLB移籍を申請し、ピッツバーグ・パイレーツが500万2015ドルの最高入札額で交渉権を得たと発表された。

### パイレーツ時代
2015年1月16日にパイレーツと4年総額1100万ドル（5年目は年俸550万ドルの球団オプション）で契約した。これにより、韓国プロ野球から直接MLBへ移籍した最初の野手となった（投手では2012年の柳賢振が最初）。5月からレギュラーに定着し、7月にはルーキー・オブ・ザ・マンスを受賞した。9月9日のシンシナティ・レッズ戦で満塁本塁打を記録。9月17日のシカゴ・カブス戦でクリス・コグランのダブルプレー崩しのスライディングを避けることができずに脚に受け、左脚の脛骨骨折と靭帯断裂の全治6 - 8か月と診断されシーズンを終えた。最終的には126試合に出場したが、前述の故障離脱もあって規定打席には届かなかった。しかしながら、打率.287、15本塁打、58打点、OPS0.816という好成績を記録し、ルーキー・オブ・ザ・イヤーの投票では3位にランクインした。守備では、遊撃手よりも三塁手を守る事の方が多く、三塁の方では77試合で5失策、守備率.971、DRS+4という安定した守備を見せた。遊撃の方では、60試合で9失策、守備率.961、DRSは-1だった。
2016年4月までは前年の怪我の影響でリハビリに励み、5月6日のカージナルス戦で復帰し、2打席連続本塁打を放った。6月17日に23歳の白人女性を暴行したとして、警察が捜査を進めたが、女性が行方をくらまして捜査が進まない状態だった。同年は故障で出遅れたため出場試合数が減少し、打率は前年より落ちたが出塁率は前年並みで同年はアジア出身内野手としてMLB史上初のシーズン20本塁打以上を記録した。
オフの11月15日に第4回WBCの韓国代表に選出された。しかし、12月2日に韓国で飲酒運転、およびそれによって引き起こした物損事故、現場からの逃走、身代わり出頭により立件され、2017年1月2日には検察に送致された。12月9日に背番号を16に変更した。
2017年1月4日には、この飲酒運転事故が要因となり、選出されていたWBCの韓国代表から外された。前述の飲酒運転、及び物損事故に対して3回目の逮捕事例であることを重く見たソウル中央地方裁判所は3月、姜に対して懲役8ヶ月執行猶予2年の判決を下した。姜側は「この判決ではメジャーリーグでの野球生命が絶たれたも同然である」と量刑を不服として控訴したものの、控訴は棄却されている。有罪判決が下ったことによりアメリカ当局から就労ビザの発行が却下され、さらには飲酒運転の件を隠してESTAを申請したために承認を拒否され、就労ビザ以外の短期ビザでのアメリカ入国もできなくなった。これらの騒動を受けてパイレーツは姜を年俸支払いの必要がなくなる制限リストに掲載、アクティブロースター、および40人ロースターから除外する処置を執らざるをえなくなった。姜はそのまま渡米することなく2017年シーズンを終えた。9月6日には2度のアジア大会優勝に貢献したことで受け取っていた毎月30万ウォンの体育年金が剥奪されたことも明らかになった。
就労ビザ取得がどうなるか不明ではあったものの、パイレーツは姜に実戦感覚を保たせるためにドミニカ共和国のウィンターリーグであるリーガ・デ・ベイスボル・プロフェシオナル・デ・ラ・レプブリカ・ドミニカーナに参加させ、アギラス・シバエーニャスに所属させることになった。しかし、24試合に出場して84打数12安打、打率.143、1本塁打、10打点、31三振で4失策と低迷したことで放出された。
2018年も前年と同様に就労ビザ取得に失敗し、制限リストに掲載されたままで契約最終年度の開幕を迎えることとなったものの、4月末には就労ビザが発行された。マイナーでのリハビリを経てメジャー復帰を目指した。その後、シーズン最終カード初戦となる9月28日にメジャー復帰し、同日のレッズ戦では代打で登場して安打を放った。しかし、同日中に球団側が2019年の契約オプション権を行使せずFAとなった。11月8日にパイレーツと1年総額300万ドルで改めて契約を結んだ。
2019年は開幕前のスプリングトレーニングに15試合出場し、打率.238、7本塁打（トレーニングマッチで首位）、打点11を記録した。しかし、レギュラーシーズンでは10本塁打を記録するも打率1割台の成績不振により、8月4日にFAとなった。

### パイレーツ退団後
2020年5月25日、過去の3度の飲酒運転に対してKBOの賞罰委員会より「任意脱退から復帰後、KBOリーグの選手登録の時点から1年間の有期失格、奉仕活動300時間」の制裁が課された。6月に韓国に帰国して、飲酒運転に対する謝罪会見を開くも、古巣であるキウム・ヒーローズ（2019年にネクセン・ヒーローズから改称）へ復帰する申請を撤回した。
2022年3月18日に韓国で保有権を持つヒーローズと契約し、ヒーローズは任意脱退選手の解除を要請した。なお過去の飲酒運転事故による1年間の有期失格処分が下されており、任意脱退選手の処分が解除されても2022年内は選手活動が認められない。4月29日にKBO総裁は任意脱退の解除を受け入れたものの、KBO規約44条4項を適用させ、上記のキウムとの契約を認めないと発表し、結局現役を引退した。
引退後はアメリカ合衆国・ロサンゼルスに居住している。

## 選手としての特徴
強い手首の力を利用し長打力を備えており、引っ張り中心の打撃スタイルで左方向への打球が多い。
2011年にゲイリー・シェフィールドは姜正浩について「体格がよくて、肩が強い。バットスピードも速い。身体能力が高く、すごい潜在能力を持っている選手だ」と語った。

## 人物
憧れの選手は秋信守であり、2012年にインタビューでは将来的にはMLBで秋と同じチームでプレーすることが夢だと話していた
。
普段は無口で静かな性格だという。そのため、休みの日はあまり出かけることなく、家で映画を見たりテレビを見たりすると語っている。

## 詳細情報

### 年度別打撃成績
| 年 度    | 球 団    | 試 合 | 打 席 | 打 数 | 得 点 | 安 打 | 二 塁 打 | 三 塁 打 | 本 塁 打 | 塁 打 | 打 点 | 盗 塁 | 盗 塁 死 | 犠 打 | 犠 飛 | 四 球 | 敬 遠 | 死 球 | 三 振 | 併 殺 打 | 打 率 | 出 塁 率 | 長 打 率 | O P S |
| -------- | -------- | ----- | ----- | ----- | ----- | ----- | -------- | -------- | -------- | ----- | ----- | ----- | -------- | ----- | ----- | ----- | ----- | ----- | ----- | -------- | ----- | -------- | -------- | ----- |
| 2006     | 現代     | 10    | 21    | 20    | 1     | 3     | 1        | 0        | 0        | 4     | 1     | 0     | 1        | 1     | 0     | 0     | 0     | 0     | 8     | 1        | .150  | .150     | .200     | .350  |
| 2007     | 現代     | 20    | 15    | 15    | 0     | 2     | 0        | 0        | 0        | 2     | 0     | 0     | 0        | 0     | 0     | 0     | 0     | 0     | 5     | 1        | .133  | .133     | .133     | .267  |
| 2008     | ネクセン | 116   | 408   | 362   | 36    | 98    | 18       | 1        | 8        | 142   | 47    | 3     | 1        | 7     | 3     | 31    | 1     | 5     | 65    | 12       | .271  | .334     | .392     | .726  |
| 2009     | ネクセン | 133   | 538   | 476   | 73    | 136   | 33       | 2        | 23       | 242   | 81    | 3     | 2        | 8     | 5     | 45    | 2     | 4     | 81    | 18       | .286  | .349     | .508     | .857  |
| 2010     | ネクセン | 133   | 522   | 449   | 60    | 135   | 30       | 2        | 12       | 205   | 58    | 2     | 2        | 3     | 2     | 61    | 6     | 7     | 87    | 14       | .301  | .391     | .457     | .847  |
| 2011     | ネクセン | 123   | 504   | 444   | 53    | 125   | 22       | 2        | 9        | 178   | 63    | 4     | 6        | 3     | 5     | 43    | 4     | 9     | 62    | 12       | .282  | .353     | .401     | .754  |
| 2012     | ネクセン | 124   | 519   | 436   | 77    | 137   | 32       | 0        | 25       | 244   | 82    | 21    | 5        | 6     | 1     | 71    | 8     | 6     | 78    | 16       | .314  | .413     | .560     | .973  |
| 2013     | ネクセン | 126   | 532   | 450   | 67    | 131   | 21       | 1        | 22       | 220   | 96    | 15    | 8        | 2     | 6     | 68    | 3     | 6     | 109   | 18       | .291  | .387     | .489     | .876  |
| 2014     | ネクセン | 117   | 501   | 418   | 103   | 149   | 36       | 2        | 40       | 309   | 117   | 3     | 3        | 0     | 2     | 68    | 2     | 13    | 106   | 8        | .356  | .459     | .739     | 1.198 |
| 2015     | PIT      | 126   | 467   | 421   | 60    | 121   | 24       | 2        | 15       | 194   | 58    | 5     | 4        | 0     | 1     | 28    | 0     | 17    | 99    | 10       | .287  | .355     | .461     | .816  |
| 2016     | PIT      | 103   | 370   | 318   | 45    | 81    | 19       | 0        | 21       | 163   | 62    | 3     | 1        | 0     | 2     | 36    | 1     | 14    | 79    | 11       | .255  | .354     | .513     | .867  |
| 2018     | PIT      | 3     | 6     | 6     | 0     | 2     | 0        | 0        | 0        | 2     | 0     | 0     | 0        | 0     | 0     | 0     | 0     | 0     | 1     | 0        | .333  | .333     | .333     | .667  |
| 2019     | PIT      | 65    | 185   | 172   | 15    | 29    | 7        | 1        | 10       | 68    | 24    | 0     | 0        | 0     | 1     | 11    | 0     | 1     | 60    | 4        | .169  | .222     | .395     | .617  |
| KBO：9年 | KBO：9年 | 902   | 3560  | 3070  | 470   | 916   | 193      | 10       | 139      | 1546  | 545   | 51    | 28       | 25    | 28    | 387   | 26    | 50    | 601   | 100      | .298  | .383     | .504     | .886  |
| MLB：4年 | MLB：4年 | 232   | 843   | 745   | 105   | 233   | 43       | 2        | 46       | 359   | 120   | 8     | 5        | 0     | 3     | 64    | 1     | 31    | 179   | 21       | .274  | .355     | .482     | .837  |

- 2019年度シーズン終了時
- 各年度の太字はリーグ最高

### 表彰
KBO
- ゴールデングラブ賞：4回 （2010年、2012年 ‐ 2014年）

MLB
- ルーキー・オブ・ザ・マンス：1回 （2015年7月）

### 背番号
- 25 （2006年）
- 17 （2007年 - 2008年）
- 16 （2009年 - 2014年、2017年 - 2019年）
- 27 （2015年 - 2016年）

### 代表歴
- 2013 ワールド・ベースボール・クラシック韓国代表
- 2014年アジア競技大会野球韓国代表